# Obroatis nigriscripta
Obroatis nigriscripta là một loài bướm đêm trong họ Erebidae.